# Senatskanzlei (Berlin)

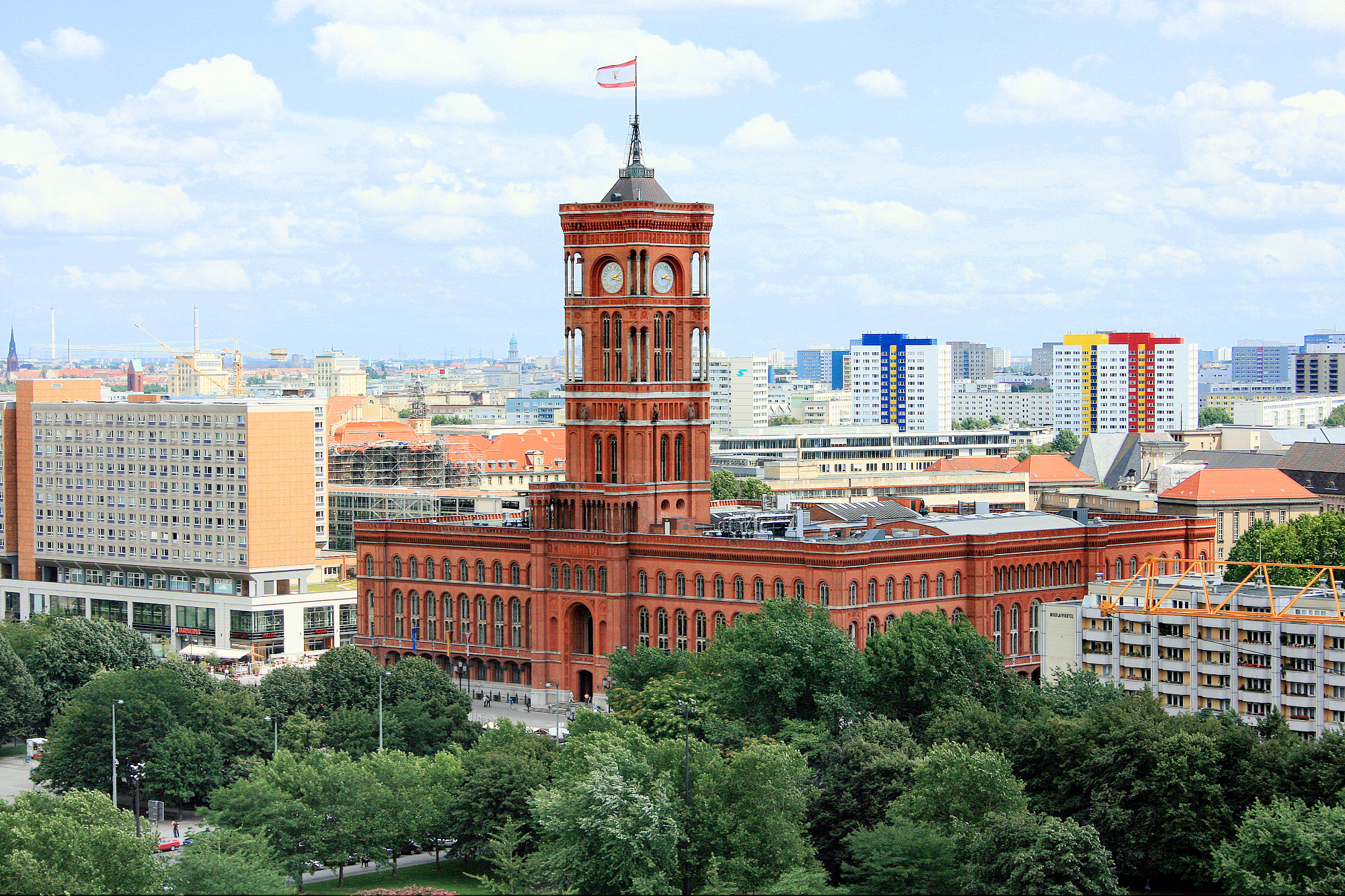
Rotes Rathaus, Sitz der Berliner Senatskanzlei

Die Senatskanzlei (kurz: RBm – SKzl) ist eine oberste Landesbehörde, die den Regierenden Bürgermeister von Berlin bei der Wahrnehmung seiner Aufgaben unterstützt.

## Geschichte

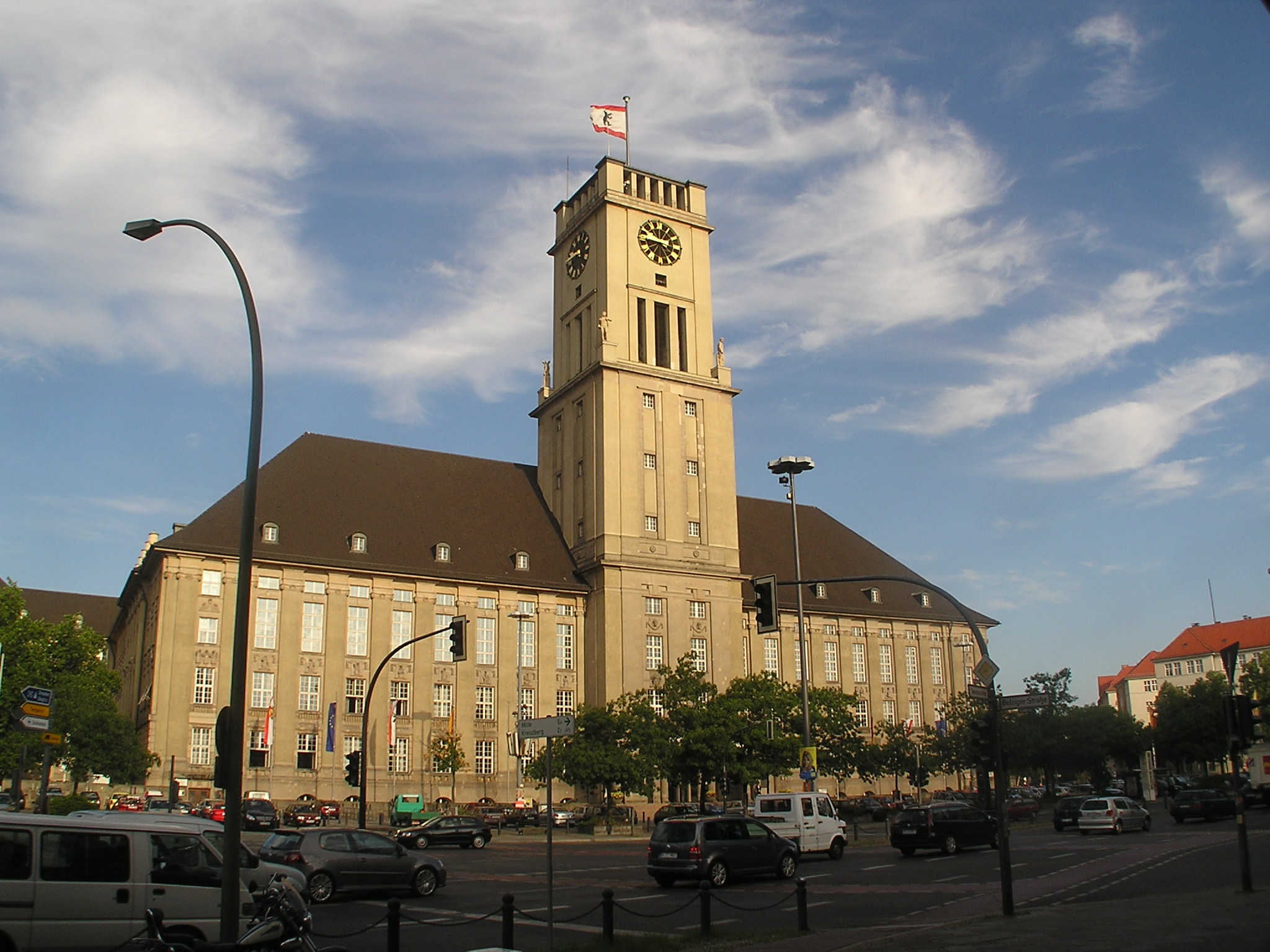
Rathaus Schöneberg, Sitz der Berliner Senatskanzlei bis 1991

Der Oberbürgermeister Ernst Reuter im Westteil des gespaltenen Berlins beschloss im Januar 1949 die Errichtung einer Stadtkanzlei, die zunächst in der Charlottenburger Fasanenstraße 7–8 eingerichtet und nur wenige Monate später in das Rathaus Schöneberg verlegt wurde. Erster Leiter der Stadtkanzlei wurde der bisherige stellvertretende Bezirksbürgermeister von Schöneberg Georg von Broich-Oppert.
Mit der 1950 von der Stadtverordnetenversammlung beschlossenen Verfassung von Berlin wurde die Behörde am 1. Februar 1951 in Senatskanzlei umbenannt.
Seit Oktober 1991 haben der Regierenden Bürgermeister und die Senatskanzlei ihren Sitz im Roten Rathaus. Während der Teilung der Stadt war das Rathaus Schöneberg der Dienstsitz der (West-)Berliner Behörde.
Zusätzliche Aufgaben in der Vergangenheit
Zeitweise waren folgende Geschäftsbereiche in die Senatskanzlei bzw. den Geschäftsbereich des Regierenden Bürgermeisters eingegliedert:
- 7. Dezember 1953 bis 22. Januar 1955: Geschäftsbereich Kreditwesen
- seit 25. Januar 1996: Geschäftsbereich Bundesangelegenheiten
- 25. Januar 1996 bis 8. Dezember 2016: Geschäftsbereich Europaangelegenheiten
- 9. Dezember 1999 bis 16. Juni 2001: Geschäftsbereich Justiz
- 23. November 2006 bis 8. Dezember 2016: Geschäftsbereich Kultur
- 8. Dezember 2016 bis 21. Dezember 2021: Geschäftsbereich Wissenschaft und Forschung
- seit 27. April 2023: Geschäftsbereiche Verwaltungsmodernisierung und Digitalisierung sowie Europaangelegenheiten

## Aufgaben und Organisation
Aufgabe ist die Unterstützung bei der Planung und Steuerung der Landespolitik Berlins. Dazu zählen unter anderem die politische Koordination der Senatsarbeit, die Zusammenarbeit mit dem Bund und den anderen Bundesländern, die Presse- und Informationsarbeit, die Internet-Präsentation Berlins, die Medienpolitik, die Pflege der Beziehungen zu Europa, die Zusammenarbeit mit den benachbarten polnischen Woiwodschaften im Rahmen der Oder-Partnerschaft und die Vertretung Berlins nach außen, einschließlich der Beziehungen zu den Partnerstädten in aller Welt.
Seit dem 28. April 2023 ist der Chef der Senatskanzlei Florian Graf (CDU), zugleich Staatssekretär für Medien und die Metropolregion. Er ist protokollarisch der ranghöchste Staatssekretär des Landes Berlin. Staatssekretär für Bundes- und Europaangelegenheiten und Internationales und Bevollmächtigter des Landes Berlin beim Bund ist Florian Hauer (CDU). Martina Klement (CSU) ist Staatssekretärin für Digitales und Verwaltungsmodernisierung sowie Chief Digital Officer.
Abteilungen und Referate (Stand: 11. Dezember 2023):
Abteilung I – Bundes- und Europaangelegenheiten, Medienpolitik
Die Abteilung unterhält unter anderem die Vertretung des Landes Berlin beim Bund und gliedert sich in folgende Referate:
- Referat I A – Bundesangelegenheiten
- Referat I B – MPK (Ministerpräsidentenkonferenz)
- Referat I C – Medien- und Rundfunkangelegenheiten, Netzpolitik
- Referat I D – Europaangelegenheiten
- Referat I E – Büro des Landes Berlin bei der EU (Brüssel)

Abteilung II – Internationales und Protokoll, Protokollchefin des Landes Berlin
Die Protokollchefin des Landes Berlin ist für die Durchführung von Veranstaltungen mit hochrangigen Gästen verantwortlich. Für sie arbeiten zwei Referate:
- Referat II A – Protokoll; Betreuung offizieller in- und ausländischer Gäste, Veranstaltungen, Orden und Ehrungen; Ehrengrabstätten
- Referat II B – Internationales (ohne EU-Angelegenheiten); internationale Städteverbindungen; ausländische Vertretungen in Berlin; Streitkräfteangelegenheiten

Abteilung III – Koordinierung Ressorts und Landespolitik
Die Ressortkoordination ist in folgende Gebiete durch sogenannte Spiegelreferate untergliedert:
- Referat III A – Inneres, Justiz, Finanzen, Bürgerberatung
- Referat III B – Wirtschaft, Stadt- und Regionalentwicklung
- Referat III C – Gesundheit, Kultus und Stadtgesellschaft
- Referat III E – Wohnungsbau und Infrastruktur
- Referat III G (GSen) – Geschäftsstelle des Senats

Abteilung IV – Presse- und Informationsamt des Landes Berlin (PIA)
Die Abteilung ist für die Pressearbeit des Senates zuständig unterhält die Internetseite des Landes Berlin und ist für den Auftritt des Senats in den Sozialen Medien verantwortlich. Sie gliedert sich in folgende drei Referate:
- Referat IV A – Newsroom: Presse und Digitale Kommunikation
- Referat IV B – Redaktion und Koordinierung Hauptstadtportal Berlin.de
- Referat IV C – Öffentlichkeitsarbeit, Stadtmarketing, Veranstaltungen und Bürgerkommunikation

Abteilung V – IKT-Steuerung, IKT-Haushalt, Strategische Planung, Digitalisierung der Verwaltung (Betriebsaufgaben)
- Referat V A – Strategische Planung, Gremienbetreuung, Öffentlichkeitsarbeit, Barrierefreiheit, IKT-Organisation und Haushalt
- Referat V B – Verwaltungsdigitalisierung, E-Government, Dienstleistungskoordinierung und Verwaltungszugänge
- Referat V C – Berliner IKT-Strategie, Steuerung IKT, IT-Fachverfahren, IKT-Arbeitsplatz
- Stab Landesbevollmächtigter für Informationssicherheit, Stabstelle für IKT-Sicherheit

Abteilung VI – Verwaltungsmodernisierung und -steuerung, Digitalisierung der Verwaltung (Entwicklungsaufgaben)
- Referat VI A – Neue Verwaltungskultur, OZG-Koordinierung
- Referat VI B – Grundsatzangelegenheiten Egov. Recht, Personalvertretungsrechtliche Angelegenheiten i. V. m. EGoVG Berlin
- Referat VI C – Grundsatzangelegenheiten und Gesamtstädtische Steuerung Bürgerdienste, Ordnungsämter
- Referat VI D – Verwaltungssteuerung
- CDO/SC Sonderbereich Smart City/Gemeinsam Digital: Berlin

Abteilung ZS – Zentrale Steuerung, E-Government, Personalkommission des Senats
Diese Abteilung ist die innere Steuerungszentrale und gliedert sich in folgende Referate:
- Referat ZS A – Personal, Organisation
- Referat ZS B – Zentrales Finanzmanagement
- Referat US C – Informationstechnik, E-Government
- Referat ZS D – Innere Dienste
- Referat ZS E – Rechtsangelegenheiten, Vergabe-Service, Personalkommission, Registratur

## Chefs der Senatskanzlei
- Georg von Broich-Oppert (1897–1979), von 1949 bis 1951
- Arthur Busse, vom 25. Juni 1951 bis 30. September 1952
- Lothar Rosenberg (1895–1979), vom 22. Dezember 1952 bis 1953
- Kurt Wehlitz (1905–1968), von 1953 bis 1955
- Hans Emil Hirschfeld (1894–1971), von 1957 bis 1. Februar 1959
- Otto Bleibtreu (1904–1959), vom 1. Februar 1959 bis zum 6. Juni 1959 (†)
- Heinrich Albertz (1915–1993), vom 7. Juli 1959 bis zum 21. Dezember 1961
- Ernst Sünderhauf (1908–1974), vom 21. Dezember 1961 bis 1963
- Dietrich Spangenberg (1922–1990), von 1963 bis 6. April 1967
- Horst Grabert (1927–2011), vom 6. April 1967 bis 8. Juli 1969
- Ulrich Müller (1929–2022), vom 8. Juli 1969 bis 21. März 1973
- Hanns-Peter Herz (1927–2012), vom 21. März 1973 bis 1977
- Gerhard Heimann (1934–2017), von 1977 bis 26. April 1979
- Peter Sötje (* 1941), vom 26. April 1979 bis 23. Januar 1981
- Rainer Papenfuß (1941–2002), vom 23. Januar 1981 bis 11. Juni 1981
- Hansjürgen Schierbaum (1924–2011), vom 11. Juni 1981 bis 1985
- Detlef Stronk (* 1945), von 1985 bis 1989
- Dieter Schröder (* 1935), von 1989 bis 1991
- Volker Kähne (1941–2019), von 1991 bis Juni 2001
- André Schmitz (* 1957), vom Juni 2001 bis November 2006
- Barbara Kisseler (1949–2016), vom November 2006 bis 21. März 2011
- Monika Helbig (* 1953), vom 21. März 2011 bis 2. Dezember 2011
- Björn Böhning (* 1978), vom 2. Dezember 2011 bis 23. März 2018
- Christian Gaebler (* 1964), 17. April 2018 bis Dezember 2021
- Severin Fischer (* 1983), 22. Dezember 2021 bis 27. April 2023
- Florian Graf (* 1973), seit dem 28. April 2023

## Sprecher des Senates von Berlin
- 1950–1960: Hans Emil Hirschfeld
- 1960–1966: Egon Bahr
- 1966–1973: Hanns-Peter Herz
- 1973–1977: Günter Struve
- 1977–1979: Peter Sötje
- 1979–1981: Hermann Meyn
- 1981–1984: Meinhard Ade
- 1984–1989: Winfried Fest
- 1989–1991: Werner Kolhoff
- 1991–1992: Dieter Flämig
- 1992–2001: Michael-Andreas Butz
- 2001–2002: Helmut Lölhöffel
- 2002–2007: Michael Donnermeyer
- 2007–2014: Richard Meng
- 2014–2016: Daniela Augenstein
- 2017–2020: Claudia Sünder
- 2020–2021: Melanie Reinsch
- 2021–2023: Lisa Frerichs
- seit 2023: Christine Richter